# Bedřich Zelenka
Bedřich Zelenka (3. prosince 1921 Kralupy nad Vltavou – 14. října 2011 Praha) byl český herec, satirik, humorista, scenárista a dlouholetý televizní dramaturg a rozhlasový redaktor, bratr scenáristy a spisovatele Otto Zelenky, strýc režiséra a scenáristy Petra Zelenky.
Mezi jeho nejznámější výtvory patří populární postava popleteného pana Hlustvisiháka, jež byla pro televizi, rozhlas i estrády ztvárněna Lubomírem Lipským.

## Život
Narodil se 3. prosince 1921 v Kralupech nad Vltavou. Absolvoval gymnázium, v Praze na Žižkově pak dvouletou obchodní školu a v Karlových Varech obchodní akademii, kterou však po záboru pohraničí dokončil v Lounech. Během druhé světové války byl totálně nasazen v Eisenachu. Po návratu pracoval v různých továrnách a podnicích (okresní stavební kombinát, kralupská továrna na barvy). Byl účetním a kulturním referentem v ČKD, vedoucím podnikové chaty téhož podniku ve Strážném u Vrchlabí. Přispíval jako kulturní referent do časopisu Dikobraz.Od mládí se věnoval ochotnickému divadlu, kde nejen účinkoval, ale začínal psát i autorské texty komických a jiných scének. Ty nabídl i rozhlasu, kde první jeho scénku v roce 1954 načetli František Filipovský a Jiří Štuchal. V roce 1957 byl přijat jako dramaturg humoru a satiry do České televize, kde působil čtyři roky. V roce 1961 nastoupil jako redaktor, autor i interpret zábavných pořadů do Československého rozhlasu. Zde působil až do svého odchodu do důchodu v roce 1981. Nadále však v rozhlase externě působil. Zemřel 14. října 2011 v Praze.

### Ocenění
- 2010  cena Senior Prix  za celoživotní práci od nadace Život umělce[4]

## Dílo

#### Rozhlas
V pozici rozhlasového redaktora napsal několik stovek scének kde účinkoval, ale psal i pro jiné interprety. Byl aktivním přispěvatelem do rozhlasových silvestrovských estrád již od roku 1962.  Podílel se na přípravě pořadů Večery pod svíčkou, Šestý den je sobota, Kolotoč, Směska, Co s načatým večerem, Sedm jednou ranou, Jak se dělají písničky, Vše pro firmu, Delikátní záležitost, Večery pod lampou, Otec svého syna, Dezertér z Volšan a řada dalších.

#### Filmový herec, scenárista, účinkující – výběr[5]
- 1957 Konec jasnovidce (herec)
- 1958 Mezi nebem a zemí (herec)
- 1958 Hlavní výhra (herec)
- 1959 Potyčky s paragrafem (scenárista)
- 1966 Revue v mlze (scenárista)
- 1970 Čtyři vraždy stačí, drahoušku (herec)
- 1970 Kapacita (scenárista)
- 1971 Uctivě zve Bedřich (TV herec)
- 1972 Silnice (scenárista a herec – TV film)
- 1983 Samorost (herec)
- 1985 Kavárnička dříve narozených (účinkující)
- 1989 Chalupa na Horách Kavčích (účinkující)
- 1993 Visací zámek (herec)
- 2005 Vzpomínky nám zůstanou (účinkující)

#### Spisovatel – výběr knih
- ZELENKA, Bedřich, ed. Anekdoty pana Kohna. 1. vyd. Praha: Lidové nakladatelství, 1970
- ZELENKA, Bedřich. Anekdoty a legrace s panem Hlustvisihákem. 1. vyd. Praha: Lidové nakladatelství, 1970.

- KLIMEŠ, Ferdinand, ed. a ZELENKA, Bedřich, ed. Anekdoty o lordech. 1. vyd. Praha: Lidové nakladatelství, 1972.

- ZELENKA, Bedřich a ZÁMIŠ, Erik. Elce Pelce do pekelce: pohádková komedie o třech dějstvích. V Praze: Dilia, [1976].
- ZELENKA, Bedřich. Silvestr se blíží--: sborník estrádních scének převážně z rozhlasových silvestrovských pořadů. Praha: Dilia, 1976. 74 s.
- KLIMEŠ, Ferdinand, ed. a ZELENKA, Bedřich, ed. Skotské anekdoty. 2. vydání. Praha: Lidové nakladatelství, 1977.
- ZELENKA, Bedřich, ed. Anekdoty pana Kohna. 2., dopl. vyd. Praha: Lidové nakladatelství, 1991 ISBN 80-7022-113-5

- ZELENKA, Bedřich. Capitolky ze života mého. 1. vyd. Jablonec nad Nisou: HV PRESS, 1995. 171 s.
- Kristián Cesta do historie. Praha, XYZ 2005. 214 s. ISBN 80-86864-24-3
- ZELENKA, Bedřich, ed. Uctivá poklona pane Khon, aneb, 325 nejlepších židovských anekdot. V Praze: XYZ, 2006. ISBN 80-86864-68-5
- ZELENKA, Bedřich, 1921-. Anekdoty a legrace s panem Hlustvisihákem [hmatové písmo]. Praha: KTN, 2007. [49] listů v Braillově písmu.
- KLIMEŠ, Ferdinand a ZELENKA, Bedřich. Anekdoty o lordech [hmatové písmo]. Praha: KTN, 2009. [45] listů v Braillově písmu. ISBN 978-80-7061725-0
- ZELENKA, Bedřich, KOBR, Josef a VÁLEK, Jaroslav. Zlatý věk českého humoru. 1, Nejlepší silvestrovské scénky 1955-1965 [zvukový záznam]. [Praha]: Radioservis, [c2011?]. 1 CD (66:17). Edice českého rozhlasu; 15.
- ŠTUCHAL, Jiří et al. Zlatý věk českého humoru. 3, Nejlepší silvestrovské scénky 1955-1970 [zvukový záznam]. [Praha]: Radioservis, [c2011?]. 1 CD (65:48). Edice českého rozhlasu; 17.